# Nepenthes lowii
Nepenthes lowii (/[invalid input: 'icon']n[invalid input: 'ɨ']ˈpɛnθiːz ˈloʊ.i.aɪ/), hay Cây nắp ấm Low, là một loài cây nắp ấm bản địa Borneo. Nó được đặt tên theo Hugh Low, người đã phát hiện ra loài này trên núi Kinabalu. Nó là loài khác thường trong chi với "bình" ấp bị thắt mạnh ở giữa. Nepenthes lowii có ít khả năng bắt côn trùng so với các loài Nepenthes khác. Quan sát sơ bộ cho thấy loài này đang chuyển từ bản chất "ăn thịt" sang bản chất bắt và hứng phân của các loại chim và chuột chù. Nắp trên tiết ra mật ngọt và có một loài chuột đến ăn mật ngọt và ị phân vào ấm cung cấp dinh dưỡng cho cây nắp ấm này.

## Hình ảnh

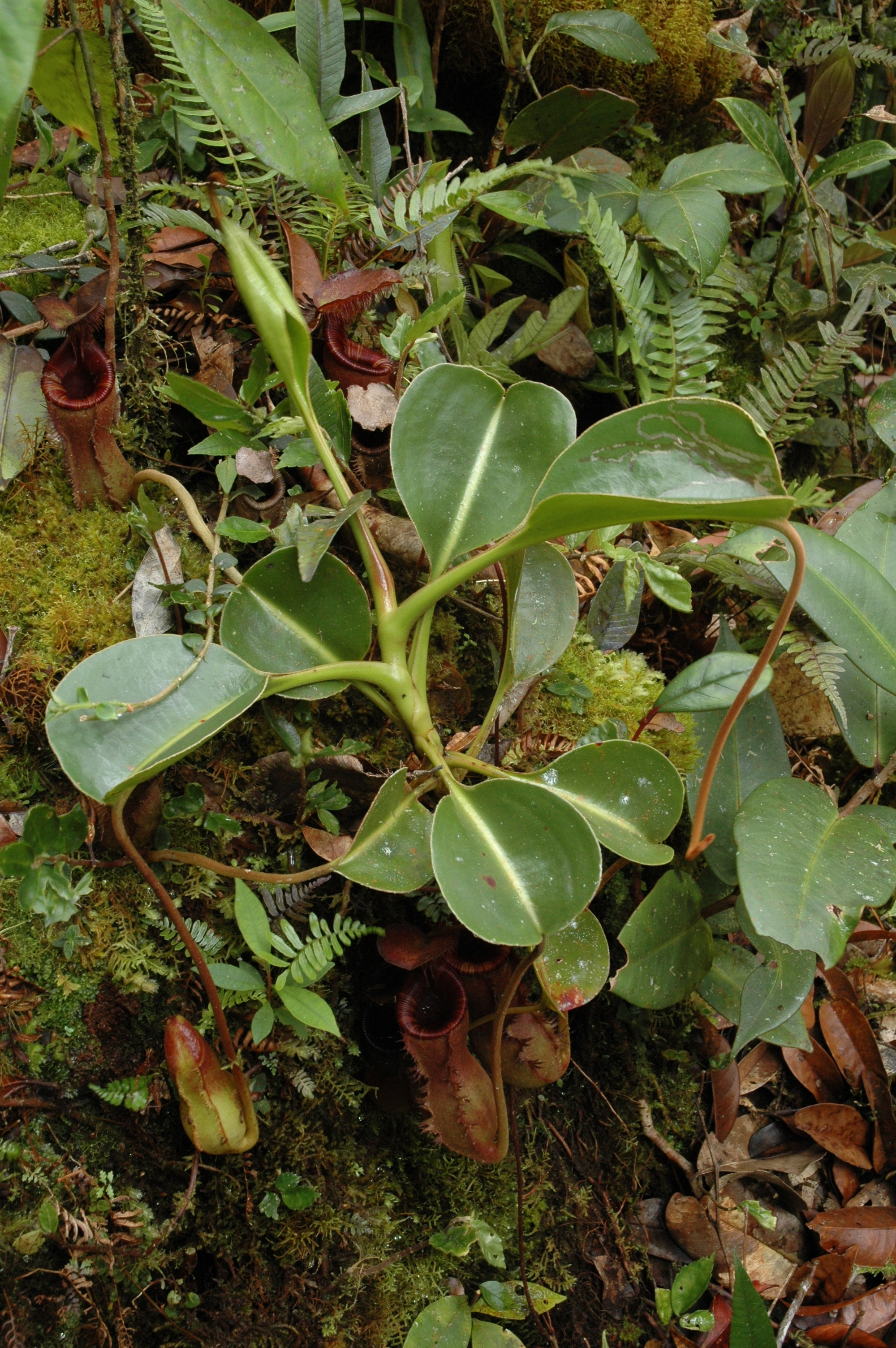
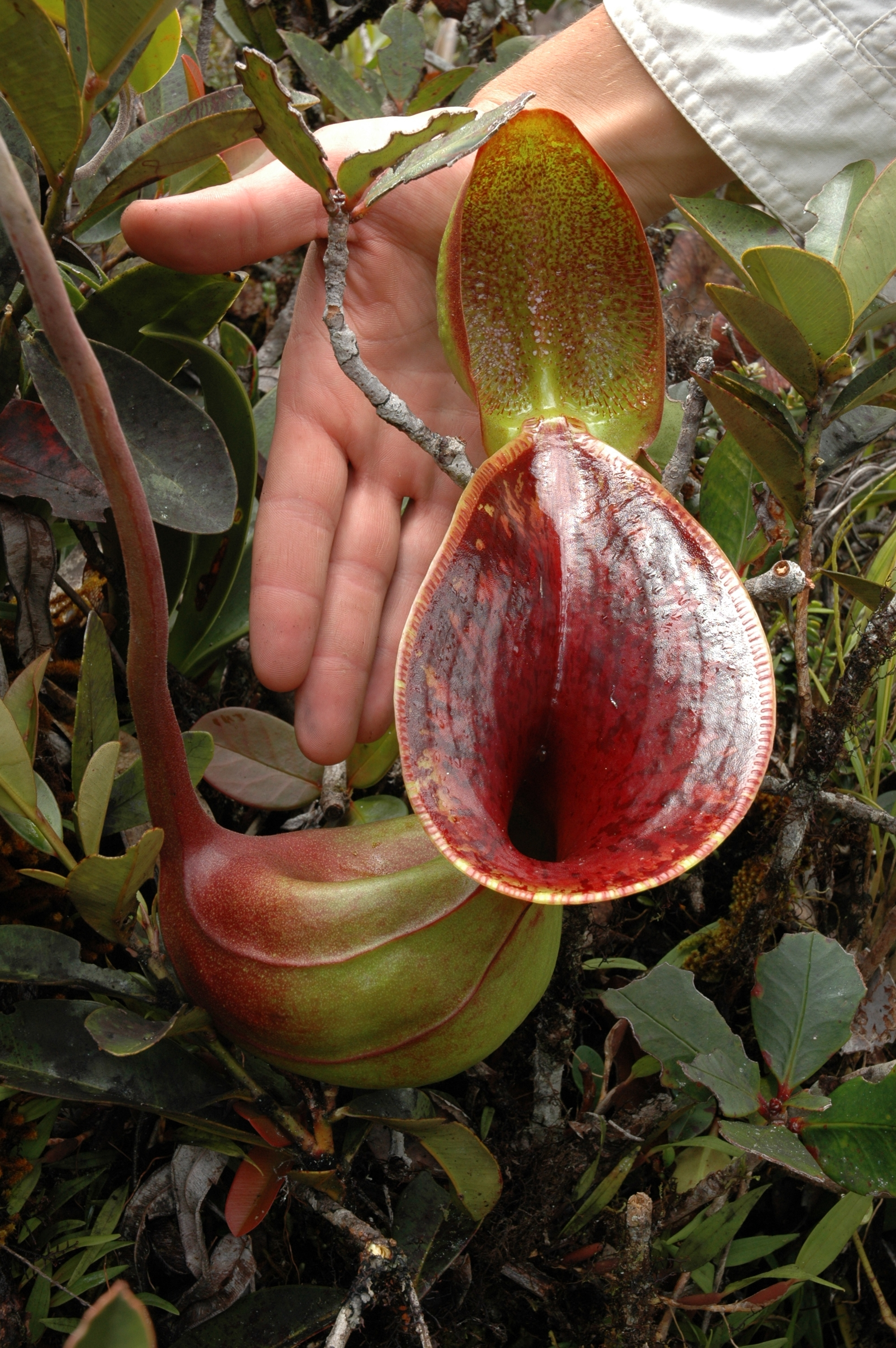
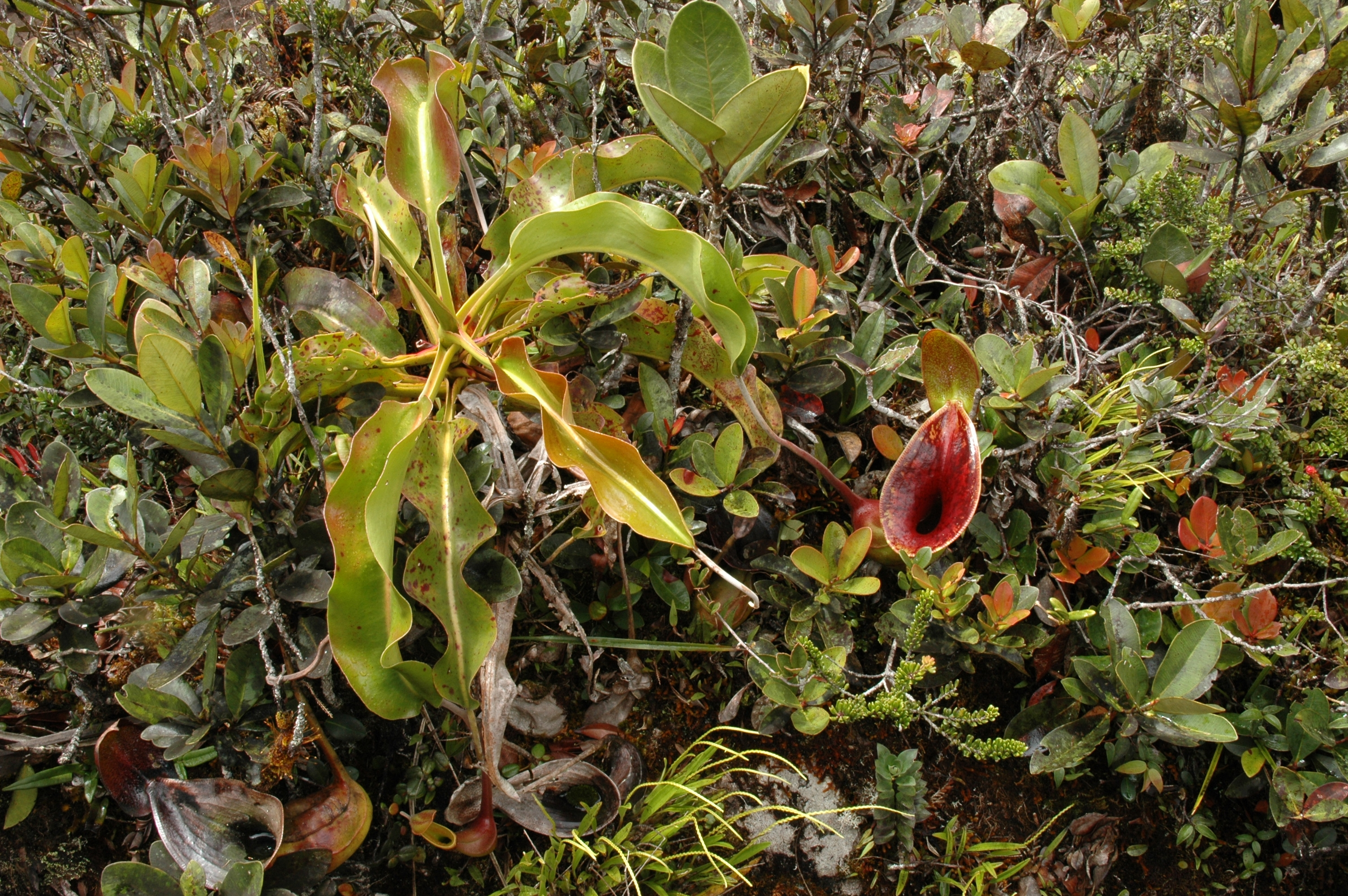
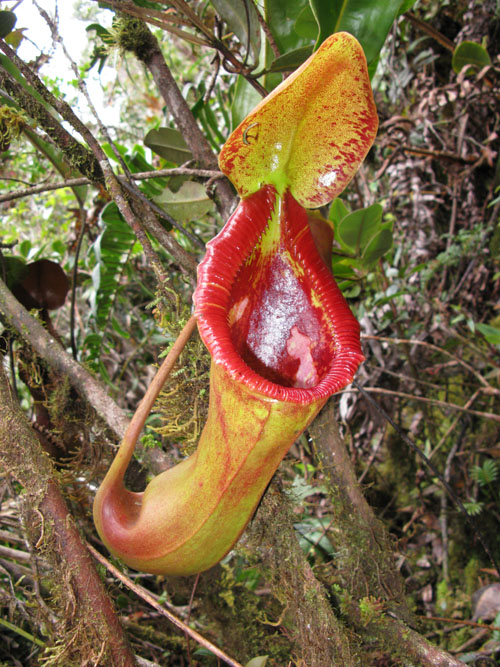